# Juan de Valdés Leal
Juan de Valdés Leal (Sevilha, 4 de maio de 1622 - Sevilha, 15 de outubro de 1690), pintor e gravador barroco espanhol.

## Primeiros anos
Juan de Valdés Leal foi batizado em 4 de maio de 1622, em Sevilha, filho do ourives português Fernando de Nisa e da sevilhana Antonia de Valdés Leal, pelo que seu nome, consoante os usos atuais espanhóis deveria ser Juan Nisa de Valdés. Sobre a sua formação artística não se dispõe de informação; ao que parece, foi discípulo de Antonio del Castillo y Saavedra em Córdova e lá casou-se, em 1647, com Isabel, de ilustre família, segundo o tratadista Antonio Palomino. As petições de trabalhos seus logo começaram, e Valdés Leal desfrutou de moradia própria com estúdio na rua da Féria. A epidemia de peste que sofreu Córdova em 1649 causou o deslocamento de Valdés Leal e sua família no ano seguinte para Sevilha, onde alugou uma moradia na rua Boticas.

## Sevilha
O seu primeiro trabalho na capital andaluza foi documentado em 1652: um ciclo de pinturas para o convento de Santa Clara em Carmona, entre as quais destaca-se a Retirada de los sarracenos. Em 1654 retorna para Córdova, batizando sua primeira filha, Luísa Rafaela. Possivelmente no ano seguinte faria uma breve viagem a Madrid, contratando em 1655 a execução do Retablo de la iglesia del convento de los Carmelitas Calzados de Córdoba. A vinda dos pintores Francisco de Zurbarán e Francisco Herrera, o Velho para Madrid, durante essa década de 1650, deixaria mais oportunidades em Sevilha, onde Murillo ficava como o primeiro pintor. Esta foi a causa pela qual Valdés Leal instalou-se de modo definitivo na capital sevilhana em 1656, conseguindo uma apreciável clientela, ainda que tendo que contentar-se sempre com trabalhos  secundários e com preços inferiores aos de Murillo. Sua segunda filha, Eugénia Maria, nasceu em 1657 e no ano seguinte Valdés Leal pede ao cabido municipal sevilhano para ser eximido do exame obrigatório de mestre pintor, aludindo a sua precária economia, situação que haveria de acompanhá-lo pelo resto da vida. O cabido concedeu-lhe uma licença temporária, que permitiu-lhe exercer seu ofício sem nenhum impedimento, mesmo obtendo em 1659 o posto de examinador municipal do grémio dos pintores sevilhanos.

## Irmandade da Santa Caridade de Sevilha
A Irmandade de Santa Caridad de Sevilha, criada por volta de 1578 na capela de San Jorge dos Estaleiros Reais, renovada com a entrada de Miguel de Mañara, Frade Superior eleito em dezembro de 1663. Mañara promoveu a conclusão dos trabalhos da nova Igreja, onde tinha trabalhado desde 1647, promoveu a criação de um hospital para pacientes inválidos e elaborou uma nova regra, adotada em 1675. Foi provavelmente o próprio Mañara que formulou o programa decorativo do novo templo, em conformidade com o seu pensamento religioso e como acreditava estar declarado no seu Libro de la Verdad (em Português: Livro da Verdade), e foi ele que escolheu os artistas responsáveis para a realização das suas ideias.

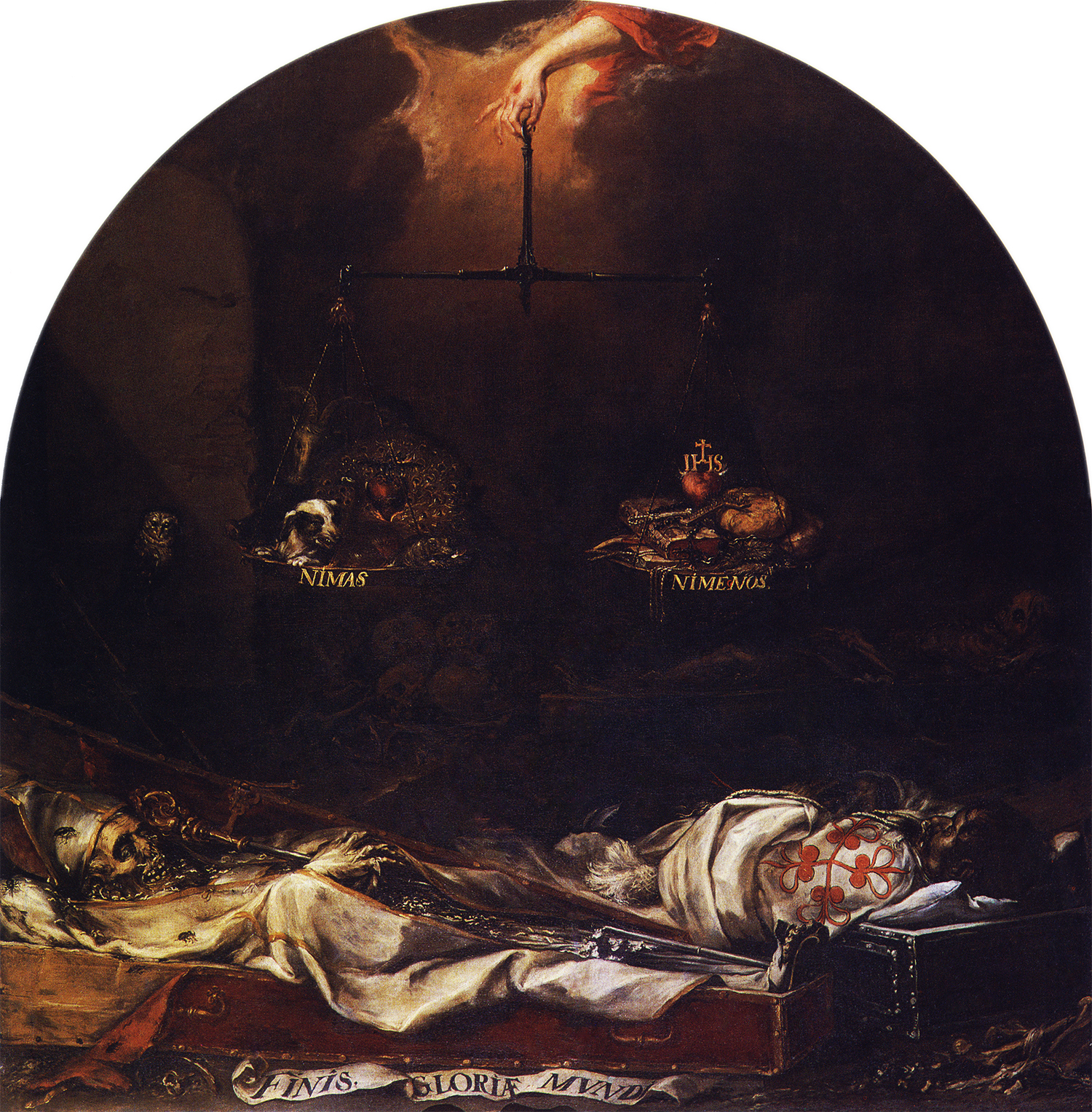
Valdes Leal - Finis Gloriae Mundi

Completando o discurso iconográfico, para o qual já Murillo tinha terminado seis pinturas com a temática das obras de misericórdia, encomendou a Valdes Leal duas pinturas a serem incluídos no coro situado à entrada da igreja: In ictu oculi e Finis gloriae Mundi que, como nas pinturas do tipo vanitas (natureza-morta), aludem à banalidade da vida terrena e a universalidade da morte, mas unindo aqui o objetivo original da Irmandade, que era dar um enterro digno aos injustiçados e desamparados, e com a sétima das obras de misericórdia: El Entierro de Cristo de Pedro Roldán, representada no retábulo, obra de Bernardo Simón de Pineda. Num assento das acta da Irmandade a dia 28 de dezembro de 1672, os "los Jeroglíficos de nuestras postrimerías", como eram chamados, devem ter sido pintados naquele ano.
los Jeroglíficos de nuestras postrimerías: Óleos sobre tela, 220 x 216 cm, Sevilha, Igreja do Hospital de la Caridad

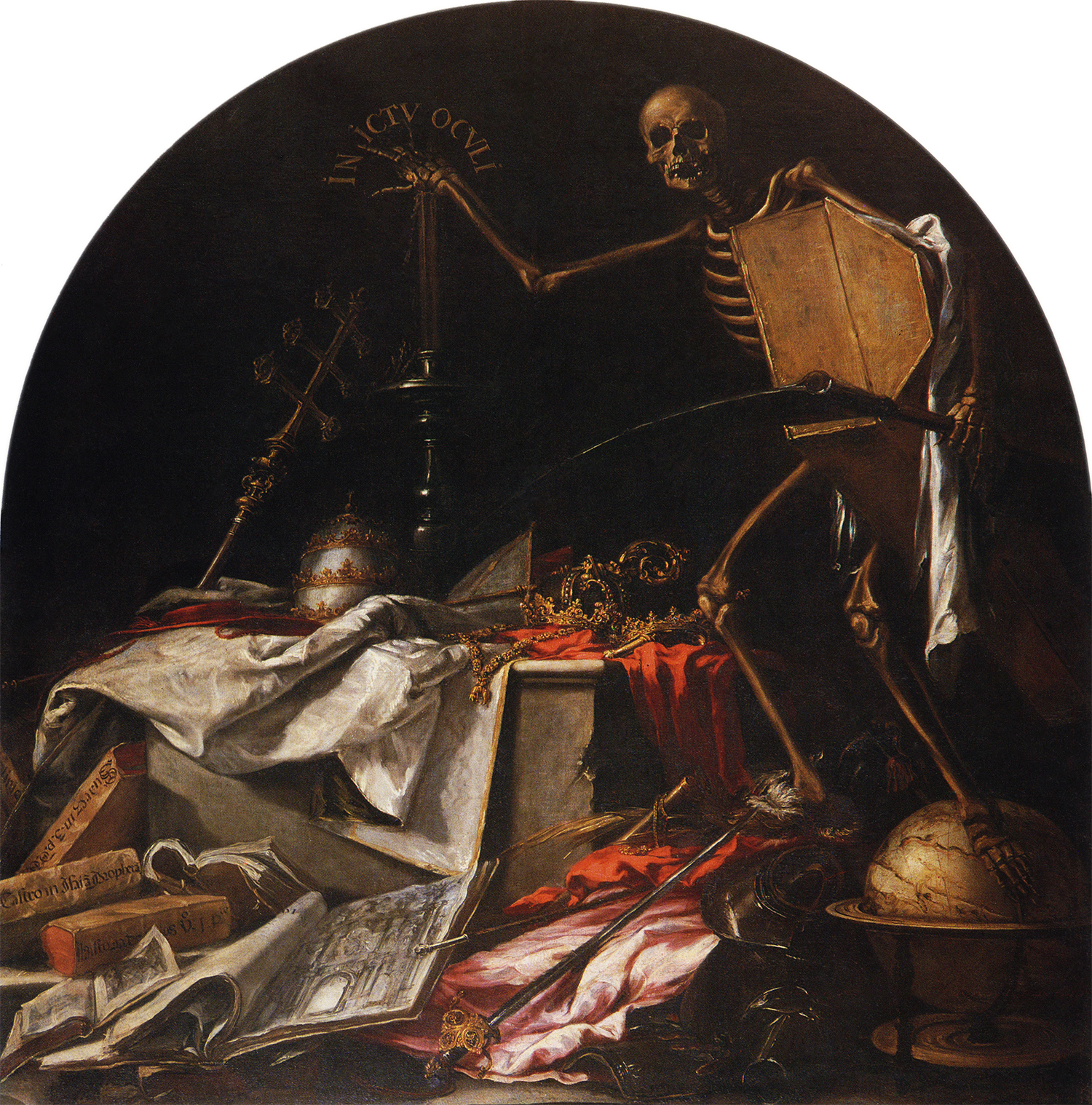
Valdes Leal - In Ictu Oculi

A Morte, - In ictu oculi - apresentada com o caixão debaixo do braço e a foice pisando a esfera celeste, e que em menos de um segundo apaga a chama da vela consumida face às aspirações mudanas, fúteis e sem sentido que nada valem: tais como o poder, a riqueza e glória adquirida pela armas ou letras, representadas pelo báculo, tiara, ceptro e coroa imperial, veludos, tecidos ricos e armaduras, todos abandonados e negligenciados em pura desordem juntamente com alguns livros que falam da erudição, da ciência e da fama que a história pode dar, entre estes destaca-se um livro aberto que parece ser de Theodor van Thulden sobre um desenho de Rubens de um dos arcos do triunfo que foi recebido em Antuérpia pelo Cardeal-Infante Don Fernando da Áustria após a batalha de Nördlingen, aparecendo também com a obra de Johannes Gervatius, Pompa introitus honori serinissimi principis Ferdinandi Austriaci hispaniarum infantis, 1641, Antuérpia; sendo isto interessante por ser uma das obras que Valdes poderia usar resultante das para as celebrações para a canonização de Fernando III.
Reconhecemos também outro volume através das inscrições no quadro: o primeiro, e que  contém o nome de Plínio, que poderia ser a Naturalis historia; Suárez é provavelmente um exemplar dos comentários a Tomás de Aquino de Francisco Suárez; Castro em Isaia Propheta são certamente comentárias de Isaias do dominicano León de Castro e, finalmente, Historia de [Car]los Vº 1. pte. deve ser a primeira parte da "La Historia de la vida y hechos del emperador Carlos V" do Frade Prudencio de Sandoval.
Mas se as glórias do mundo - Finis gloriae Mundi - com corpos em decomposição, um bispo e um cavaleiro da Ordem de Calatrava como era Mañara, a morte é também um passo necessário para o julgamento da alma, representado no topo por uma mão chagada prende uma balança com inscrições "nem mais", "nem menos".
No prato da esquerda, os pecados capitais representados por animais simbólicos (pavão: orgulho, morcego em cima do coração: inveja, cão: raiva, porco: a gula, a cabra: a ganância, macaco: luxúria, preguiça, acedia) proclamam que não é preciso mais para cair em pecado capital; nem se necessita de menos para sair dele procurando seguir a prática da oração e a penitência, representadas pela disciplina, pelos rosários e livros devotos que vemos no prato da direita.